# كيلور نافاس
كيلور أنتونيو نافاس غامبوا (تلفظ بالإسبانية: /keiˈloɾ anˈtonjo ˈnaβaz ɣamˈbo.a/؛ مواليد 15 ديسمبر 1986) هو لاعب كرة قدم كوستاريكي يلعب كحارس مرمى.
بعد أن بدأ في سابريسا في موطنه، حيث فاز بستة ألقاب الدوري الكوستاريكي ودوري أبطال الكونكاكاف، انتقل بعد ذلك إلى نادي ألباسيتي الإسباني في عام 2010، ثم إلى ليفانتي في الدوري الإسباني في العام التالي، حيث فاز بجائزة أفضل حارس مرمى في موسمه الأخير مع النادي الأخير. انضم نافاس لاحقًا إلى ريال مدريد في 2014 مقابل 10 ملايين يورو. فاز بما مجموعه اثني عشر لقبًا مع ريال مدريد، [3] بما في ذلك لقب الدوري الإسباني وثلاثة ألقاب متتالية في دوري أبطال أوروبا باعتباره حارس المرمى الأول للفريق. في عام 2019 وقع مع باريس سان جيرمان الفرنسي.
لعب نافاس أكثر من 90 مباراة مع كوستاريكا منذ ظهوره الأول في عام 2008. وقد مثل منتخب بلاده في بطولتين من كأس كونكاكاف الذهبية وفي نسختين 2014 و2018 من كأس العالم. كان لاعبًا أساسيًّا في منتخب كوستاريكا الذي بلغ نصف نهائي كأس الكونكاكاف الذهبية 2009، والذي حصل فيه على لقب أفضل حارس مرمى. كما ساعد أدائه الرائع الفريق في الوصول إلى ربع نهائي كأس العالم 2014.
غالبًا ما يُعتبر واحدًا من أفضل حراس المرمى في العالم، الأفضل في تاريخ الكونكاكاف، وواحد من أفضل حراس المرمى في تاريخ أمريكا اللاتينية، وقد فاز نافاس أيضًا بالعديد من الجوائز الفردية. حصل على لقب أفضل حارس مرمى في CONCACAF للرجال لمدة ثلاث سنوات متتالية بين عامي 2016 و2018. بسبب أدائه في موسم 2017–18 تم تكريمة في حفل جوائز الاتحاد الأوروبي لكرة القدم بجائزة أفضل حارس مرمى في أوروبا، وتم اختياره في تشكيلة دوري أبطال أوروبا للموسم لعام 2018.

## مسيرته الكروية

### سابريسا
ولد في بيريس سيليدون، شارك نافاس في أول مباراة له مع ديبورتيفو سابريسا في 6 نوفمبر 2005، في مباراة بالدوري ضد كارميليتا. كان حارس المرمى الأول في مواسمه الأخيرة مع النادي، حيث فاز بستة بطولات محلية و‍دوري أبطال الكونكاكاف في عام 2005.

### ألباسيتي
في يوليو 2010، وقع نافاس مع ألباسيتي في دوري الدرجة الثانية الإسباني. لعب معهم في 36 مباراة من أصل 42.

### ليفانتي

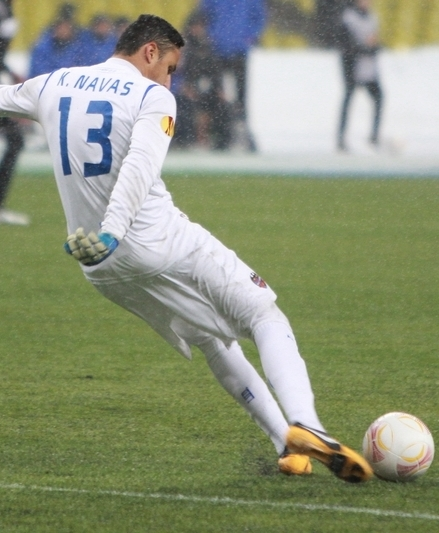
نافاس مع ليفانتي ضمن منافسات الدوري الأوروبي

في موسم 2011–12، وصل نافاس إلى الدوري الإسباني، حيث تمت إعارته إلى ليفانتي لمدة عام. شارك لأول مرة في المسابقة في 13 مايو 2012 في الجولة الأخيرة، حيث لعب في مباراة الفوز 3–0 على أتلتيك بيلباو التي أكدت تأهل النادي لأول مرة إلى الدوري الأوروبي، في يوليو من ذلك العام وقع عقد لمدة ثلاث سنوات مع ليفانتي.
في موسم 2013–14 تم ترشيحه كأفضل حارس مرمى في الدوري جنبا إلى جنب مع تيبو كورتوا من أتلتيكو مدريد و‍ويلي كاباييرو من مالقا، وفاز بالجائزة. في مارس 2014، حصل على جائزة لاعب الشهر في الدوري الأسباني، ليصبح أول حارس مرمى يفوز بالجائزة.

### ريال مدريد

#### موسم 2014–15
في 3 أغسطس 2014، دفع ريال مدريد الشرط الجزاء لنافاس البالغ 10 ملايين يورو، ووقع عقدًا لمدة ست سنوات. أول تواجد له مع الفريق كان في 12، حيث كان جالساً على مقاعد البدلاء كبديل لإيكر كاسياس في كأس السوبر الأوروبي 2014. في مباراة الفوز 2–0 أمام إشبيلية على ملعب كارديف سيتي. شارك نافاس لأول مرة في 23 سبتمبر، في مباراة الفوز 5–0 أمام إلتشي على ملعب سانتياغو برنابيو. في 20 ديسمبر، كان على مقاعد البدلاء حيث فاز فريقه بكأس العالم للأندية 2014.

#### موسم 2015–16

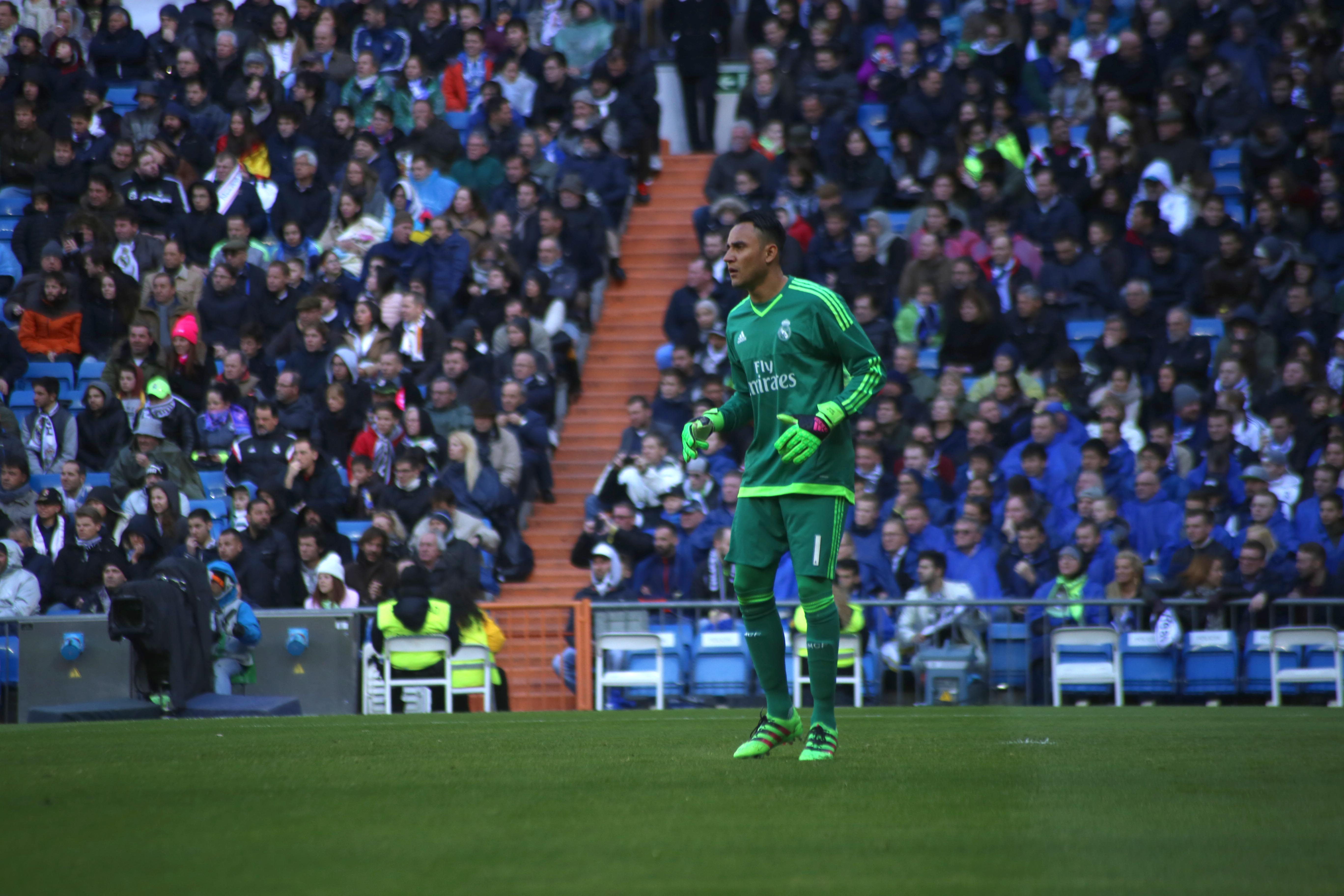
نافاس مع ريال مدريد في 2016

مع رحيل كاسياس عن ريال مدريد، ورث نافاس قميصه رقم 1 لموسم 2015–16. وافقت إدارة ريال مدريد على انتقال نافاس إلى مانشستر يونايتد في صفقة تبادل جزئي مع دافيد دي خيا في 31 أغسطس 2015، لكن الصفقة لم تتم بسبب عدم تقديم الوثائق إلى الفيفا قبل الموعد النهائي لإغلاق سوق الإنتقالات الإسباني.
كان يشارك بصفة أساسية عندما فاز الفريق في بطولة دوري أبطال أوروبا 2015–16. أصبح نافاس أول لاعب كوستاريكي ومن أمريكا الوسطى يلعب في نهائي دوري الأبطال ويفوز به عبر التاريخ. سجل رقمًا قياسيًا جديدًا لريال مدريد في دوري أبطال أوروبا، حيث لم تتلقى شباكه سوى هدف واحد في أول 8 مباريات. 6 مباريات كانت في موسم 2015–16. كان أفضل حارس المرمى حيث لم يسجل به سوى 3 أهداف في 11 مباراة، وحافظ على نظافة شباكه في 9 مباريات.

#### موسم 2016–17
كان الحارس الأساسي عندما فاز ريال مدريد في الدوري الإسباني 2016–17 و‍دوري أبطال أوروبا 2016–17. في 29 يناير 2017 بعد فوزه 3–0 على ضيفه ريال سوسيداد في الدوري الاسباني، أصبح نافاس أول لاعب كوستاريكي يصل إلى 100 مباراة في الدوري الأسباني.

#### موسم 2017–18
لعب نافاس مباراة رقم 100 مع ريال مدريد خلال مباراة الفوز 2–0 على نادي برشلونة في إياب كأس السوبر الإسباني 2017. خلال دوري أبطال أوروبا 2017–18، شارك في 11 مباراة، حيث فاز ريال مدريد بلقب دوري أبطال أوروبا للمرة الثالثة على التوالي و 13 في تاريخه بعد الفوز على ليفربول 3–1 في المباراة النهائية. الفوز على ليفربول جعل نافاس يصل إلى فوزه رقم 100 مع ريال مدريد في 141 مباراة فقط.
قدم نافاس أداء رائع في دوري الأبطال من ضمنها أداءة الرائع ضد بايرن ميونيخ في مباراة ذهاب نصف النهائي والتي ساعدت ريال مدريد على التأهل إلى النهائي. قام بثمان تصديات خلال المباراة، وهو أعلى رصيد له في مباراة خروج المغلوب في دوري أبطال أوروبا. وأشاد مدرب بايرن ميونيخ يوب هاينكس بنافاس بعد المباراة كأحد أهم أسباب لتأهل ريال مدريد.

#### موسم 2018–19
بدأ موسم نافاس الخامس في ريال مدريد بوصول تيبو كورتوا الذي طال انتظاره ليتنافس معه على حجز المركز الأول في حراسة المرمى. على الرغم من وصول كورتوا، تم اختيار نافاس للعب في كأس السوبر الأوروبي 2018 حيث خسرالمباراة 2–4 أمام غريمه في ذات المدينة أتلتيكو مدريد. ثم شارك نافاس كأساسي في المباراة الافتتاحية للدوري الإسباني، وحافظ بشكل مريح على نظافة شباكه في مباراة الفوز 2–0 على خيتافي. قاده أدائه في الموسم السابق في دوري أبطال أوروبا إلى التصويت له كأفضل حارس مرمى في دوري أبطال أوروبا 2017–18 ليتفوق على حارس روما أليسون بيكر وحارس يوفنتوس جانلويجي بوفون. في 9 يناير 2019، شارك نافاس في مباراته رقم 150 في جميع مسابقات مع ريال مدريد في الفوز 3–0 على أرضه ضد نادي ليغانيس في كأس ملك إسبانيا. في 6 أبريل 2019 أصبح نافاس أول حارس مرمى غير إسباني يصل إلى 100 مباراة في الدوري الإسباني مع ريال مدريد.

### باريس سان جيرمان
انضم نافاس إلى باريس سان جيرمان بموجب عقد مدته أربع سنوات في 2 سبتمبر 2019، ليصبح أول لاعب من كوستاريكا يلعب للنادي. شارك لأول مرة في الدوري الفرنسي بعد 12 يومًا، وحافظ على شباكه نظيفة في الفوز 1–0 على أرضه ضد ستراسبورغ. في 24 يوليو 2020، فاز نافاس بلقبه رقم 20 في مسيرته المهنية بعد فوزه على سانت إتيان في نهائي كأس فرنسا. في 31 يوليو، حافظ على شباكه نظيفة وتصدى لركلة جزاء في ركلات الترجيح حيث هزم باريس سان جيرمان ليون 6–5 بركلات الترجيح في نهائي كأس الرابطة الفرنسية 2020. كان هذا الفوز هو لقب نافاس الخامس عشر في أوروبا، ليعادل الرقم القياسي لرافاييل ماركيز كأكثر لاعبان حققا ألقاب من كونكاكاف. في 23 أغسطس 2020، شارك نافاس كأساسي في نهائي دوري أبطال أوروبا الرابع له، حيث تلقى خسارته الأولى أمام بايرن ميونخ 1–0. أنهى نافاس الموسم الأوروبية بخمس شباك نظيفة، في المرتبة الثانية بعد مانويل نوير على الرغم من أنه لعب 191 دقيقة أقل.
بدأ نافاس موسمه الثاني مع النادي الباريسي كأحد لاعبي النادي السبعة الذين ثبتت إصابتهم بمرض فيروس كورونا. وغاب عن أول مباراتين بسبب شرط الحجر الصحي. في 16 سبتمبر 2020، لعب نافاس مباراته الأولى في الموسم بالفوز والحفاظ على نظافة شباكه ضد ميتز. في 17 سبتمبر، أعلن الاتحاد الأوروبي لكرة القدم عن نافاس، للمرة الثانية، كمرشح لجائزة أفضل حارس مرمى في دوري أبطال أوروبا 2019–20. في 20 سبتمبر، لعب نافاس دور البطولة في فوز باريس سان جيرمان 0–3 خارج ملعبه على نيس بشباك نظيفة للمرة الثانية على التوالي بالإضافة إلى العديد من التصديات الممتازة. في 13 يناير 2021، فاز نافاس بكأس الأبطال الفرنسي 2020. وبهذا الفوز، أصبح أكثر لاعب من كونكاكاف يحصل على أكبر عدد من الألقاب الأوروبية، 16 لقب، متجاوزًا مدافع برشلونة السابق المكسيكي الدولي رافاييل ماركيز.
قبل بداية موسم 2021–22، وقع باريس سان جيرمان مع حارس المرمى الإيطالي جيانلويجي دوناروما. أثار هذا التساؤلات حول احتمالية حدوث تنافس بين نافاس ونظيره الإيطالي. في موسم 2022–23، أكد المدرب الجديد كريستوف غالتييه أن نافاس سيكون الخيار الثاني في حراسة المرمى.

#### الإعارة إلى نوتنغهام فورست والعودة إلى باريس سان جيرمان
بعد إصابة دين هندرسون الطويلة، انضم نافاس إلى نادي نوتنغهام فورست الإنجليزي على سبيل الإعارة حتى نهاية الموسم، وذلك في 31 يناير 2023. وشارك لأول مرة مع فورست في 5 فبراير، حيث حافظ على شباكه نظيفة في الفوز 1-0 على ليدز يونايتد واختُير أفضل لاعب في المباراة.
بعد عودته إلى باريس سان جيرمان، تم ضم نافاس إلى قائمة دوري الأبطال للموسم 2023–24، وذلك بعد رفضه الانتقال إلى نادي نادي الهلال السعودي. وفي 11 مايو 2024، أعلن عن رحيله من باريس سان جيرمان بنهاية الموسم.

## مسيرته الدولية
كان نافاس جزءًا من منتخب كوستاريكا الذي شارك في كأس العالم تحت 17 سنة 2003 التي أقيمت في فنلندا. استدعي للمنتخب الأول لأول مرة في أغسطس 2006، للمشاركة في بطولة ودية في أوروبا ضد النمسا و‍سويسرا.

### كأس العالم 2014

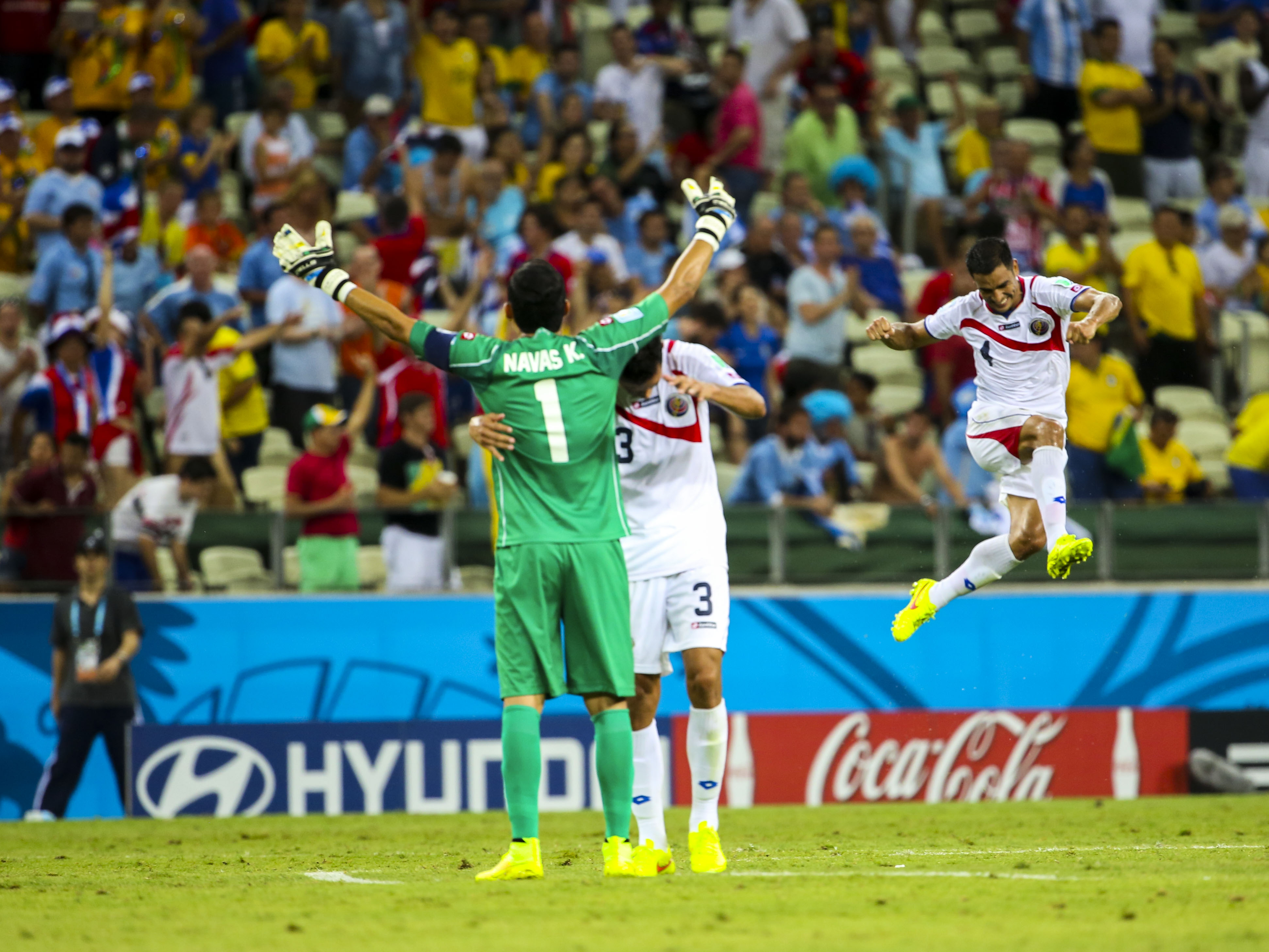
نيفاس وجيانكارلو غونزاليز يحتفلان بفوز كوستاريكا على الأوروغواي في كأس العالم 2014

شارك نافاس لأول مرة في كأس العالم في 14 يونيو 2014، حيث شارك في مباراة الفوز في مرحلة المجموعات 3–1 أمام الأوروغواي في فورتاليزا، وشارك في المباراتين التاليتين حيث أستقبل هدف واحد فقط وتأهلت كوستاريكا لمراحل خروج المغلوب بعد تصدرها للمجموعة للمرة الأولى في تاريخها.
في 29 يونيو، في مباراة دور الـ16 ضد اليونان، تم أختيار نافاس كرجل للمباراة بعد أدائه المميز في التصديات في الوقت الأصلي وتصدي ركلة جزاء ثيوفانيس غيكاس خلال ركلات الترجيح، ليصل كوستاريكا إلى ربع النهائي للمرة الأولى عبر تاريخها.
أنهى البطولة بثلاث مباريات حافظ فيها على شباكه من أصل خمس مباريات، حيث خرجت من هولندا في ركلات الترجيح، وتم أختيارة كرجل المباراة للمرة الثالثة، وهو حارس المرمى الوحيد الذي فعلها. كما كان واحدا من الثلاثة المرشحين لجائزة القفاز الذهبي، وخسره لصالح بطل العالم آنذاك مانويل نوير.

### كأس العالم 2018
في مايو 2018، تم اختياره في القائمة النهائية المشاركة في كأس العالم 2018 في روسيا. شارك في جميع مباريات دور المجموعات الثلاثة، حيث تصدى لعشر كرات وسُجّل فيه 5 أهداف. ولم يستطع أن يقود كوستاريكا لتكرار ما فعلوه في في نهائيات كأس العالم 2014.

## حياته الشخصية
نافاس مسيحي. في 3 ديسمبر 2014، أعلن نافاس أنه قد حصل على الجنسية الإسبانية.
تم إصدار فيلم وثائقي بعنوان "Hombre de Fe" (رجل الإيمان)، مستند على حياة نافاس في 28 ديسمبر 2017.

## الإحصائيات

### النادي
آخر تحديث 3 مارس 2021.
| النادي            | الموسم   | الدوري                         | الدوري | الدوري  | الكأس  | الكأس   | قاري   | قاري    | أخرى   | أخرى    | المجموع | المجموع |
| النادي            | الموسم   | الدرجة                         | الظهور | الأهداف | الظهور | الأهداف | الظهور | الأهداف | الظهور | الأهداف | الظهور  | الأهداف |
| ----------------- | -------- | ------------------------------ | ------ | ------- | ------ | ------- | ------ | ------- | ------ | ------- | ------- | ------- |
| ديبورتيفو سابريسا | 2008–09  | الدوري الكوستاريكي             | 20     | 0       | —      | —       | 5      | 0       | —      | —       | 25      | 0       |
| ديبورتيفو سابريسا | 2009–10  | الدوري الكوستاريكي             | 23     | 0       | —      | —       | 4      | 0       | —      | —       | 27      | 0       |
| ديبورتيفو سابريسا | المجموع  | المجموع                        | 43     | 0       | —      | —       | 9      | 0       | —      | —       | 52      | 0       |
| ألباسيتي          | 2010–11  | الدوري الإسباني الدرجة الثانية | 36     | 0       | 0      | 0       | —      | —       | —      | —       | 36      | 0       |
| ليفانتي (إعارة)   | 2011–12  | الدوري الإسباني                | 1      | 0       | 5      | 0       | —      | —       | —      | —       | 6       | 0       |
| ليفانتي           | 2012–13  | الدوري الإسباني                | 9      | 0       | 4      | 0       | 12     | 0       | —      | —       | 25      | 0       |
| ليفانتي           | 2013–14  | الدوري الإسباني                | 37     | 0       | 2      | 0       | —      | —       | —      | —       | 39      | 0       |
| ليفانتي           | المجموع  | المجموع                        | 47     | 0       | 11     | 0       | 12     | 0       | —      | —       | 70      | 0       |
| ريال مدريد        | 2014–15  | الدوري الإسباني                | 6      | 0       | 3      | 0       | 2      | 0       | 0      | 0       | 11      | 0       |
| ريال مدريد        | 2015–16  | الدوري الإسباني                | 34     | 0       | 0      | 0       | 11     | 0       | —      | —       | 45      | 0       |
| ريال مدريد        | 2016–17  | الدوري الإسباني                | 27     | 0       | 0      | 0       | 12     | 0       | 2      | 0       | 41      | 0       |
| ريال مدريد        | 2017–18  | الدوري الإسباني                | 27     | 0       | 1      | 0       | 11     | 0       | 5      | 0       | 44      | 0       |
| ريال مدريد        | 2018–19  | الدوري الإسباني                | 10     | 0       | 7      | 0       | 3      | 0       | 1      | 0       | 21      | 0       |
| ريال مدريد        | المجموع  | المجموع                        | 104    | 0       | 11     | 0       | 39     | 0       | 8      | 0       | 162     | 0       |
| باريس سان جيرمان  | 2019–20  | الدوري الفرنسي                 | 21     | 0       | 3      | 0       | 9      | 0       | 2      | 0       | 35      | 0       |
| باريس سان جيرمان  | 2020–21  | الدوري الفرنسي                 | 20     | 0       | 0      | 0       | 7      | 0       | 1      | 0       | 28      | 0       |
| باريس سان جيرمان  | المجموع  | المجموع                        | 41     | 0       | 3      | 0       | 16     | 0       | 1      | 0       | 63      | 0       |
| الإجمالي          | الإجمالي | الإجمالي                       | 271    | 0       | 25     | 0       | 76     | 0       | 11     | 0       | 383     | 0       |

### المنتخب

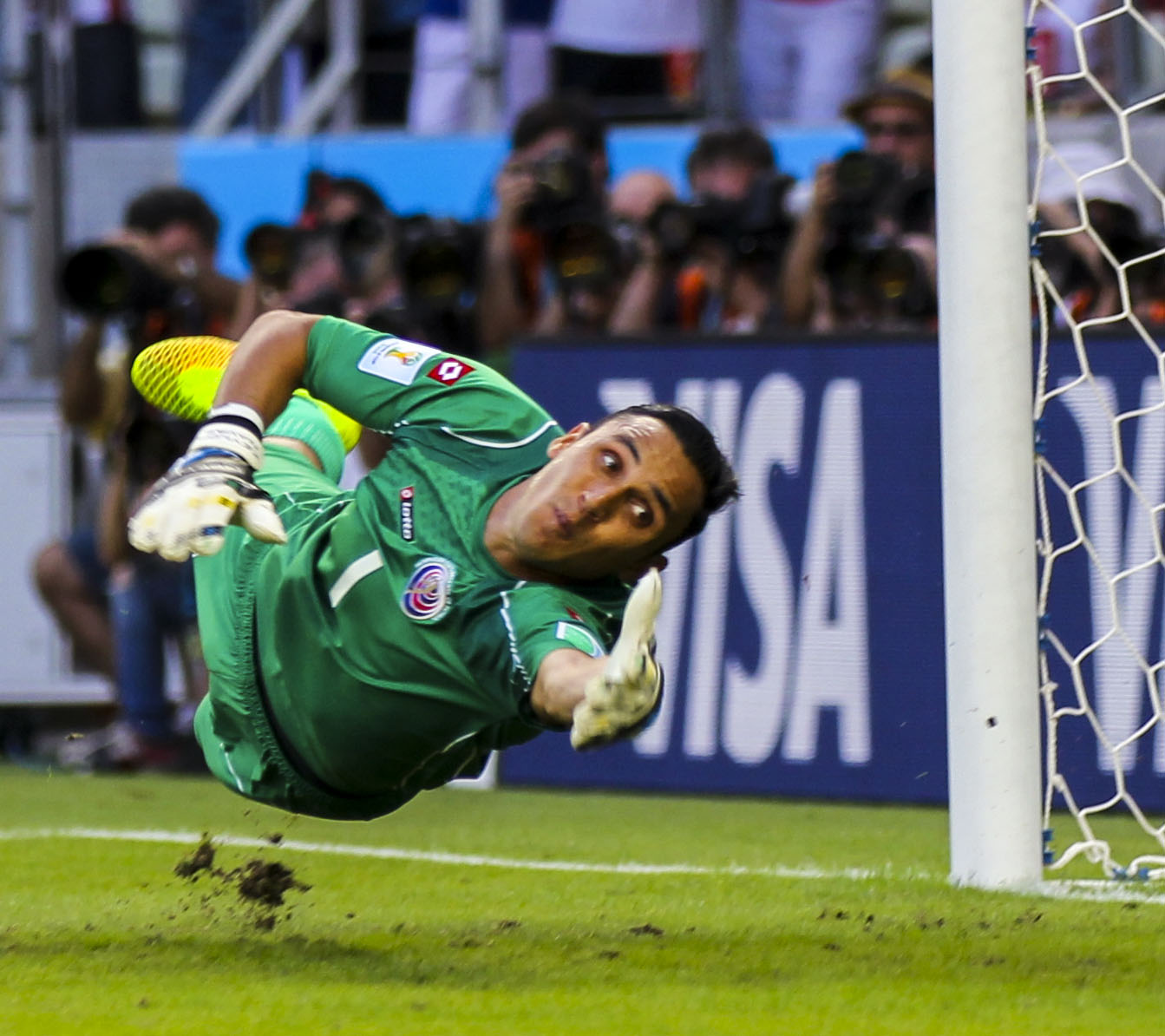
نافاس يلعب مع كوستاريكا في كأس العالم 2014.

آخر تحديث 13 نوفمبر 2020.
| كوستاريكا | كوستاريكا | كوستاريكا |
| العام     | الظهور    | الأهداف   |
| --------- | --------- | --------- |
| 2008      | 2         | 0         |
| 2009      | 14        | 0         |
| 2010      | 5         | 0         |
| 2011      | 11        | 0         |
| 2012      | 10        | 0         |
| 2013      | 8         | 0         |
| 2014      | 10        | 0         |
| 2015      | 4         | 0         |
| 2016      | 5         | 0         |
| 2017      | 7         | 0         |
| 2018      | 10        | 0         |
| 2019      | 5         | 0         |
| 2020      | 1         | 0         |
| المجموع   | 92        | 0         |

## الإنجازات

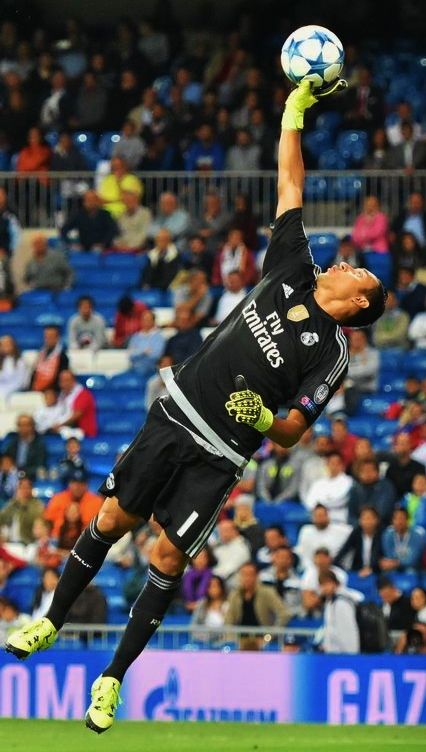
نافاس يقوم بالتصدي لريال مدريد في عام 2015

### النادي
ريال مدريد
- الدوري الإسباني: 2016–17[78]
- كأس السوبر الإسباني: 2017[79]
- دوري أبطال أوروبا (3): 2015–16،[80] 2016–17،[81] 2017–18[82]
- كأس السوبر الأوروبي (2): 2014،[83] 2017[84]
- كأس العالم للأندية (4): 2014،[38] 2016،[85] 2017،[86] 2018[87]

 باريس سان جيرمان
- الدوري الفرنسي: 2019–20[88]
- كأس فرنسا: 2019–20[89]
- كأس الرابطة الفرنسية: 2019–20 [90]
- كأس الأبطال الفرنسي: 2020[91]
- دوري أبطال أوروبا الوصيف: 2019–20

### المنتخب
كوستاريكا
كأس أمريكا الوسطى الوصيف: 2009، 2011

### الفردية
- كأس كونكاكاف الذهبية أفضل حارس: 2009[93]
- كأس كونكاكاف الذهبية فريق البطولة: 2009[93]
- لاعب الشهر في الدوري الإسباني مارس 2014[16]
- أفضل حارس في الدوري الإسباني: 2013–14[15]
- لاعب العام من كونكاكاف (2): 2014، 2017
- فيفبرو التشكيلة الثالثة: 2018[94]
- فيفبرو التشكيلة الرابعة (3): 2015،[95] 2016،[96] 2017[97]
- جائزة إفي: 2016[98]
- أفضل حارس مرمى من كونكاكاف (3): 2016، 2017،[37] 2018[99]
- تشكيلة العام من كونكاكاف (3): 2016،[15] 2017،[37] 2018[32]
- جوائز فيسبوك فوتبول أفضل حارس مرمى: 2016[100]
- دوري أبطال أوروبا تشكيلة الموسم: 2017–18[101]
- أفضل حارس مرمى في دوري أبطال أوروبا: 2017–18[102]
- جائزة الجالية الأيبيرية الأمريكية: 2017[103]
- أفضل لاعب في العقد في الكونكاكاف من الاتحاد الدولي لتاريخ وإحصاءات كرة القدم 2011–2020[104]
- فريق العقد في الكونكاكاف من الاتحاد الدولي لتاريخ وإحصاءات كرة القدم 2011–2020[105]

## وصلات خارجية
- كيلور نافاس لام على موقع الاتحاد الدولي (مؤرشف)  (الإنجليزية)
- كيلور نافاس لام على موقع الاتحاد الأوربي (الإنجليزية)
- كيلور نافاس لام على موقع إي إس بي إن إف سي (الإنجليزية)
- كيلور نافاس لام على موقع قاعدة بيانات كرة القدم.إي يو (الإنجليزية)
- كيلور نافاس لام على موقع بيانات كرة القدم. دي إي (الألمانية)
- كيلور نافاس لام على موقع ليكيب (الفرنسية)
- كيلور نافاس لام على موقع ناشيونال فوتبول تيمز (الإنجليزية)
- كيلور نافاس لام على موقع Soccerbase.com (لاعب) (الإنجليزية)
- كيلور نافاس لام على موقع Soccerway.com (الإنجليزية)
- كيلور نافاس لام على موقع عالم كرة القدم.نت (الإنجليزية)